# Soldanella rugosa
Soldanella rugosa är en viveväxtart som beskrevs av Li Bing Zhang. Soldanella rugosa ingår i släktet alpklockor, och familjen viveväxter. Inga underarter finns listade i Catalogue of Life.